# Joseph Rous
Pour les articles homonymes, voir Rous (homonymie).
 (janvier 2020).
Si vous disposez d'ouvrages ou d'articles de référence ou si vous connaissez des sites web de qualité traitant du thème abordé ici, merci de compléter l'article en donnant les références utiles à sa vérifiabilité et en les liant à la section « Notes et références ».
Joseph Rous est un homme politique français, né le 28 mai 1881 à Prades (Pyrénées-Orientales) et mort le 30 juillet 1974 à Ax-les-Thermes (Ariège).

## Biographie
Fils de petits industriels, Joseph Rous fait des études de droit à Toulouse. Après avoir obtenu sa licence, en 1903, il s'inscrit au barreau de la cour d'appel de cette ville. Il soutient son doctorat en 1908. En février 1911, il adhère à la SFIO.
Après avoir combattu pendant la Première Guerre mondiale, dans le 53e bataillon d'infanterie, blessé et décoré (voir ci-dessous) Joseph Rous s'inscrit dans la section SFIO de sa commune natale, et contribue à la reconstitution du Parti socialiste après le congrès de Tours. En 1931, il est élu conseiller général du canton de Prades, et en 1932, député. À la Chambre, il fait partie de la commission des Douanes et de la commission des Pensions.
Il devient aussi président du syndicat du canal de Bohère, et joue à ce titre un rôle important dans le développement des cultures irriguées en Roussillon. Les fortes tensions avec Jean Payra conduisent à son exclusion de la SFIO en octobre 1936, mais il est réintégré dès août 1937, la mort de Payra ayant apaisé les oppositions au sein du Parti socialiste catalan.
Réélu en 1936, le député Rous prend la défense des républicains pendant la guerre d'Espagne.
Le 10 juillet 1940, il vote contre les pleins pouvoirs à Philippe Pétain. Ce vote lui vaut d'être étroitement surveillé par le régime de Vichy pendant toute la Seconde Guerre mondiale.
Après la Libération, Joseph Rous est de nouveau conseiller général du canton de Prades de 1949 à 1955, date à laquelle il se retire de la vie politique.

## Décorations
- Chevalier de la Légion d'honneur à titre militaire
- Cinq citations à l'ordre de l'armée